# Trend Micro
Trend Micro Inc. (яп. トレンドマイクロ株式会社, Torendo Maikuro Kabushiki-Gaisha) американо-японська транснаціональна корпорація, що займається розробкою програмного забезпечення у сфері комп'ютерної безпеки. Штаб-квартири компанії розташовані в Токіо, Японія та Ірвінгу, штат Техас, США., крім цього існує ряд регіональних штаб-квартир та центрів розробки в Азії, Європі та Північній Америці. Trend Micro займається розробкою корпоративного програмного забезпечення для серверів, контейнерів, хмарного обчислення, мереж та користувацьких пристроїв. Безпекові хмарні продукти програмного забезпечення компанії застосовуються для автоматизації безпеки клієнтів VMware, Amazon AWS, Microsoft Azure, та Google Cloud Platform.
Єва Чен, яка є однією із засновниць компанії, в даний час є головною виконавчою директоркою Trend Micro і займає цю посаду з 2005 року. Вона замінила на цій посаді засновника Стіва Чанга, який зараз виконує обов'язки голови Ради директорів.

## Технології
Trend Micro отримує інформацію про загрози від TrendLabs - центру досліджень, розробок та підтримки компанії. TrendLabs має десять лабораторій по всьому світу, а її штаб-квартира знаходиться на Філіппінах, в ній працюють 1200 експертів з безпеки та інженерів. Лабораторія компанії, що базується в Сінгапурі, забезпечує виявлення та аналіз шкідливих програм.
У лютому 2018 року Trend Micro розпочала співпрацює з Panasonic для створення більш безпечних систем для електронних блоків управління в автоматизованих автомобілях. У квітні 2018 року компанія випустила інструмент, який допомагає визначити окремі стилі написання та боротися з шахрайством, що розповсюджується електронною поштою.